# Rotrücken-Kirschflecksalmler
Der Rotrücken-Kirschflecksalmler (Hyphessobrycon pyrrhonotus) gehört zur Salmlerfamilie Acestrorhamphidae und ist ein Süßwasserzierfisch aus der Gruppe der Kirschflecksalmler. Er wurde erst 1993 erstmals beschrieben, jedoch bereits über zehn Jahre aquaristisch in Deutschland vermarktet.

## Vorkommen
Sein Typusfundort liegt im Rio Ereré, einem Zufluss des Rio Negro. Da dieser Fisch vorrangig in Schwarzwasser heimisch ist, liegen die optimalen Wasserwerte bei einem pH-Wert zwischen 6,0 und etwa 7,2 und einer Wassertemperatur um 25 °C. Rotrücken-Kirschflecksalmler legen Eier. Sie betreiben keine Brutpflege.

## Charakteristika
Diese Art gilt als die kleinste Kirschflecksalmler-Art. Die Männchen werden bis zu 6 cm groß und haben eine lang gezogene Rückenflosse, die bei den etwa 4,5 cm groß werdenden und zumeist fülligeren Weibchen weniger stark ausgeprägt ist. Typisch für diese Art ist aber die rot gefärbte Rückenpartie, die bei den Weibchen blasser wirkt.